# Petar Janjatović
Petar Janjatović (Beograd, 30. lipnja 1956.) je srpski glazbeni novinar i rock kritičar.
Janjatović je prve kontakte s novinarstvom imao u gimnaziji kao suradnik emisije "Veče uz radio" Prvog programa Radio Beograda. Od 1976. godine je surađivao u brojnim novinama i časopisima poput: Zdravo, Džuboks, Ukus nestašnih, Start, Politikin Zabavnik, NIN, Vreme, a također je vodio i pripremao glazbene radio i TV emisije. Bio je umjetnički direktor posljednjeg Omladinskog festivala u Subotici 1990. godine. Od proljeća 1997. do proljeća 2002. godine radio je kao glazbeni urednik na RTV Pančevo. Danas je dopisnik tjednika Billboard i predstavnik izdavačke kuće Dallas Records za Srbiju. Od 2003. do 2005. je bio u žiriju programa Idol koja je emitirana na BK televiziji. Objavio je nekoliko knjiga o povijesti rock glazbe na području bivše Jugoslavije.

## Knjige
- „Drugom stranom-Almanah novog talasa u SFRJ“ (koautori David Albahari, Dragan Kremer, Darko Glavan), IIC, Beograd, 1983.
- „Pesme bratstva & detinjstva“ (Antologija rock poezije SFRJ 1967 – 1991), Nova, Beograd, 1993.
- „Ilustrovana YU Rock enciklopedija 1960-1997“ Geopoetika, Beograd, 1998.
- „Ilustrovana Ex-YU Rock enciklopedija 1960-2000“ Autorsko izdanje, Beograd, 2001.
- „Pjesme bratstva, djetinjstva & potomstva: Antologija ex YU rock poezije 1967 – 2007“, Vega, Beograd, 2008.